# Литл Рок (Арканзас)
Литл Рок (енгл.  — „Мала ст(иј)ена”) главни и највећи је град америчке савезне државе Арканзас. По попису из 2020. године има 202.591 становника.

## Географија
Литл Рок се налази на надморској висини од 102 m. Налази се на обали Арканзаса.

## Демографија
По попису из 2010. године број становника је 62.304, што је 1.871 (3,1%) становника више него 2000. године.
|                   | 2010.           | 2000.           |
| Укупно            | 62 304 (100,0%) | 60 433 (100,0%) |
| Белци             | 32 126 (51,56%) | 37 186 (61,53%) |
| Афроамериканци    | 24 754 (39,73%) | 20 535 (33,98%) |
| Хиспаноамериканци | 3 557 (5,709%)  | 1 463 (2,421%)  |
| Остали            | 1 283 (2,059%)  | 893 (1,478%)    |
| Азијати           | 584 (0,937%)    | 356 (0,589%)    |

## Партнерски градови
- Пачука де Сото
- Kaohsiung City
- Hanam
- Чангчуен
- Рагуза
- Монс
- Самсун
- Grandrieu